# 前田犬千代・竹千代
前田犬千代・竹千代（まえだいぬちよ・たけちよ）は、かつて吉本興業に所属していた漫才コンビ。

## メンバー
前田犬千代（本名：津崎信吾、1955年11月29日 - ）
- 兵庫県養父郡出身[1]。
- 1977年 コメディNo.1 前田五郎に入門[1]。

前田竹千代（本名：宮川定徳、1952年12月23日 - 2008年11月9日）
- 大分県西国東郡出身。元日立造船社員[1]。
- 松竹芸能タレント養成所卒業後、1977年 チャンバラトリオに入門[1]。1994年 チャンバラトリオのメンバーに加入。

## 経歴
1979年、「前田犬千代・竹千代」を結成する。芸名は前田利家の幼名と、徳川家康ら松平氏→徳川将軍家の世子の幼名から。1980年3月 うめだ花月にてデビュー。1981年にはNHK大阪放送局主催の「第11回NHK上方漫才コンテスト」で優秀賞を受賞（その年の最優秀賞は太平サブロー・シロー、同じ優秀賞は海原さおり・しおり）。その当時吉本興業専用劇場の花月三館（なんば花月・うめだ花月・京都花月）で漫才を中心に活躍していた。
1985年にコンビは解散して犬千代は芸能界を引退。竹千代は1994年にチャンバラトリオのメンバー入りし活動を継続するも2008年11月9日に胃がんのため死去した。

## 出演
テレビ
- ヤングおー!おー!（毎日放送）
- 第11回NHK上方漫才コンテスト（1981年、NHK総合/関西ローカル）
- ザ・テレビ演芸（1981年、テレビ朝日）
- お笑いスター誕生!!（1984年1月28日・3月3日・3月24日、日本テレビ）
- 歓楽街行進曲（1984年、毎日放送/関西ローカル）

## 受賞歴
- 1981年 - 昭和55年度 第11回NHK上方漫才コンテスト 優秀賞
- 1981年 - テレビ朝日 ザ・テレビ演芸 3週勝ち抜きチャンピオン